# 5801 Вазарелі
5801 Вазарелі (5801 Vasarely) — астероїд головного поясу, відкритий 26 січня 1984 року.
Тіссеранів параметр щодо Юпітера — 3,533.
Названо на честь французького митця, що народився в Угорщині, одного з засновників оп-арту, Віктора Вазарелі (фр. Victor Vasarely, 1906 — 1997).